# Ligament métatarsien transverse profond
Le ligament métatarsien transverse profond (ou ligament transverse profond de la plante) est un ligament commun aux cinq articulations métatarso-phalangiennes.

## Description
Le ligament métatarsien transverse profond est une bande fibreuse étroite qui traverse transversalement le métatarse et relie les têtes de tous les os métatarsiens. 
Il se confond en avant avec les ligaments plantaires des articulations métatarso-phalangiennes.
Sa surface plantaire est concave là où les tendons des muscles fléchisseurs passent sur sa surface plantaire. Au-dessus, les tendons des muscles interosseux passent au niveau de leurs insertions.

## Aspect clinique
Les nerfs plantaires médial ou latéral peuvent être comprimés par le ligament métatarsien transverse, comme dans le névrome de Morton, entrainant une douleur métatarsienne (métatarsalgie).